# Кипр (римская провинция)

Кипр — римская провинция. В составе Республики остров находился c 58 года до н. э., но первоначально был частью провинции Киликия. Согласно Страбону, остров был присоединён к владениям Рима потому, что Клодий поддержал местное восстание против Птолемеев. Известный стоик и строгий сторонник конституционной формы правления Катон Младший был послан руководить аннексией Кипра и установить там систему римского права. Он защитил Кипр от земледельческих налогов, терзавших республиканские провинции Древнего Рима.
После завершения гражданской войны, которая фактически положила конец Римской республике, Марк Антоний отдал остров Клеопатре (в 47 году до н. э.). Однако вскоре, после поражения Марка Антония в битве при Акциуме (31 до н. э.), Кипр, вместе с Египтом, вновь вошёл в состав древнеримского государства. В 22 году до н. э. Кипр стал сенатской провинцией.
Римский мир лишь дважды нарушался на Кипре за три века, которые он был римской провинцией.
Первое серьёзное восстание произошло в 115—116 годах и было организовано евреями, вдохновлёнными надеждами на Мессию. Его предводителем был некто Артемион, еврей с эллинистическим именем, что было в практике того времени. Остров понёс большие потери в этой войне; считается что было убито 240 000 греческих и римских поселенцев, хотя, вероятнее всего, это число сильно завышено. После того, как войска были посланы и восстание подавлено, ввели закон, запрещающий евреям сходить на Кипрскую землю даже в случае кораблекрушения.
Второе восстание спровоцировал в 333—334 годах Калокер, выступавший против Константина I. Оно завершилось с прибытием на остров войск под предводительством консула Флавия Далмация Старшего и смертью Калокера.
В начале IV века несколько землетрясений привели к разрушению Саламина, что вместе с голодом и засухой почти опустошило остров.